# Lisa Misipeka
Lisa Vasa Misipeka (née le 3 janvier 1975) est une athlète des Samoa américaines spécialiste du lancer du marteau.
Étudiante à l'Université de Caroline du Sud, elle remporte les championnats NCAA de 1998. Le plus grand succès de sa carrière est une troisième place obtenue lors des Championnats du monde 1999 de Séville avec un lancer à 66,06 m, derrière la Roumaine Mihaela Melinte et la Russe Olga Kuzenkova. Lisa Misipeka devient à cette occasion la première sportive des Samoa américaines à remporter une médaille lors d'une compétition internationale majeure. Elle défile en tant que porte-drapeau lors de la cérémonie d'ouverture des Jeux olympiques d'été de 2004. 
Son record personnel au lancer du marteau est de 69,24 m, établi le 8 juin 2003 à Burnaby. Elle détient les records nationaux du lancer du marteau, du disque et du poids.

## Palmarès
| Année | Compétition           | Lieu    | Place | Marque  |
| ----- | --------------------- | ------- | ----- | ------- |
| 1999  | Championnats du monde | Séville | 3e    | 66,06 m |